# Tarne
Tarne Simon, 1886 è un genere di ragni appartenente alla famiglia Salticidae.

## Distribuzione
L'unica specie oggi nota di questo genere è stata rinvenuta in varie località dell'Africa occidentale.

## Tassonomia
A dicembre 2010, si compone di una specie:
- Tarne dives Simon, 1886[2] — Africa occidentale